# ワンアンドオンリー
ワンアンドオンリー（欧字名:One and Only、2011年2月23日 - ）は、日本の競走馬・種牡馬。
2014年の東京優駿（日本ダービー）優勝馬。史上初めて二桁着順デビューから東京優駿優勝を果たした。
その他の勝ち鞍に、2013年のラジオNIKKEI杯2歳ステークス、2014年の神戸新聞杯。

## 経歴

### デビューまで

#### 誕生までの経緯
ヴァーチュは、ノースヒルズが所有した父タイキシャトルの牝馬である。母系には、1996年にシェイク・モハメドから譲り受け、日本に導入されたアンブロジンがいる。アンブロジンの産駒には、ノースヒルズが生産及び所有した、2002年の皐月賞（GI）を制したノーリーズン、2004年のシンザン記念（GIII）や2006年のダービー卿チャレンジトロフィー（GIII）を制したグレイトジャーニーがいた。
中央競馬（JRA）でデビューしたヴァーチュは、競走馬として27戦3勝。引退後は、ノースヒルズに戻り、繁殖牝馬となった。初年度は、タニノギムレットと交配されて初仔の牝馬を、2年目はネオユニヴァースと交配されて2番仔の牡馬を生産した。そして3年目となる2010年、牧場のゼネラルマネージャーである福田洋志によれば「母馬の体型や脚元の特徴を考慮」して、ハーツクライと交配された。2011年2月23日、北海道新冠町のノースヒルズにて、3番仔である黒鹿毛の牡馬（後のワンアンドオンリー）が誕生する。

#### 幼駒時代
3番仔は、ノースヒルズで馴致を受けた。当歳時は病気や怪我をせず、順調に成長しており、同期の生産馬の中では最も早く人が騎乗する馴致が施された。1歳夏には、系列の調教施設である大山ヒルズ（鳥取県伯耆町）に移動。これも、同期の中では最も早かった。9月には、坂路調教が施された。身体が細く、効率の悪い走法だったため、大山ヒルズのゼネラルマネージャーである齋藤慎によれば「（前略）ここにいた時点では"これは"という手応えまでは持てませんでした」、長高尚マネージャーによれば「（前略）特別に印象に残る馬ではありませんでした」と振り返っている。また、頻繁に立ち上がる癖があり、騎乗者が落ちそうになることもあった。

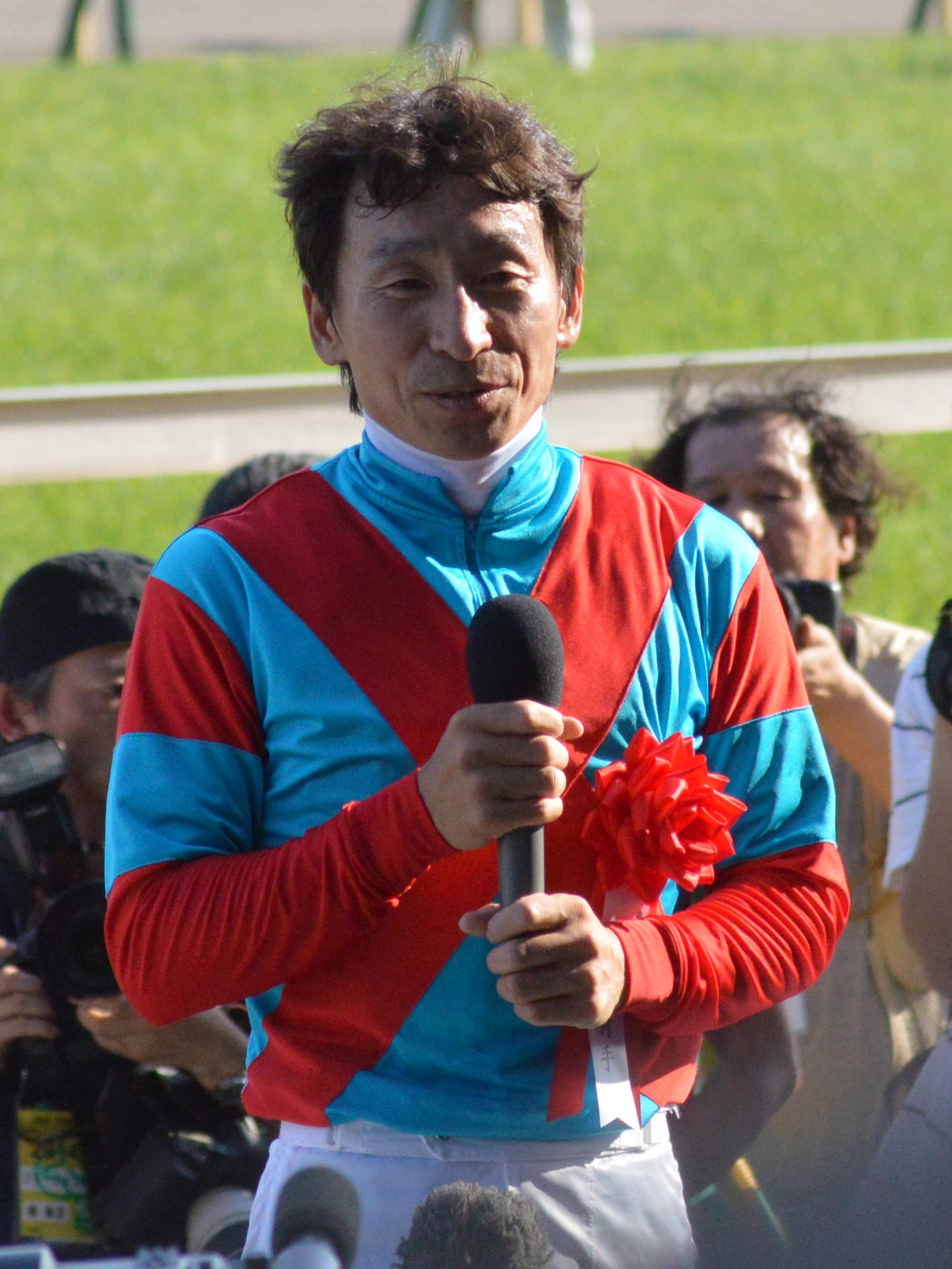
前田幸治の勝負服

ノースヒルズの所有で競走馬となる。3番仔には「唯一無二の」を意味する「ワンアンドオンリー」という競走馬名が付けられた。前田自身が命名しており「それぐらいの名前の馬になってほしいなという願いを込めて。最初は名前負けしていると思っていたんですが（笑）。」と述懐している。ワンアンドオンリーは、栗東トレーニングセンターの橋口弘次郎調教師の管理馬となった。ワンアンドオンリーの2歳時、2013年時点での橋口は67歳、調教師の定年70歳まで3年に迫っていた。
牧場側は、ワンアンドオンリーを「明らかに奥手のタイプ」と認識していたが、橋口が早めに入厩させることを提案した。牧場は一度懸念したが、橋口が改めて申し出て、早めの入厩が決定。2013年6月1日、橋口厩舎に入厩する。齋藤によれば橋口が「こういう馬は早くに競馬を覚えさせたほうがいいし、試しに一度、やってみる」と言って説得に至ったという。入厩当初に対面した担当の甲斐純也調教助手は「すごく走るのが好きな馬でした。調教をしていくうちに走るのを嫌がるようになる馬も多いけど、それは引退するまで変わらなかった」と回顧している。

### 競走馬時代

#### 2歳（2013年）
8月4日、小倉競馬場の新馬戦（芝1800メートル）で国分優作を背に単勝10番人気でデビュー、後方待機から伸びず、勝ち馬から1.0秒離された12着。続いて9月7日、阪神競馬場の未勝利戦（芝1600メートル）に13番人気で出走、1馬身4分の1差の2着となった。それから9月29日、同条件の未勝利戦に2番人気で出走、直線で抜け出し、後方に半馬身差をつけて初勝利を挙げた。

10月26日、萩ステークス（OP）では、後方待機から直線で外に持ち出してから追い上げた。内から抜け出していたデリッツァリモーネに並びかけて入線したが、ハナ差届かず2着。続いて横山典弘に乗り替わり参戦した、11月16日の東京スポーツ杯2歳ステークス（GIII）では6着。横山は「展開も向かない上にまだ緩くてフラフラしていたことも考えれば上々」と評している。
それから12月21日、ラジオNIKKEI杯2歳ステークス（GIII）ではクリストフ・ルメールに乗り替わり参戦する。新馬戦勝利後、東京スポーツ杯2歳ステークスで1番人気5着のサトノアラジン、新馬戦勝利から臨むモンドシャルナが単勝オッズ3倍台の1,2番人気に推される一方、ワンアンドオンリーは13.7倍の7番人気であった。1枠1番から発走し、中団の内側を追走。直線では外に持ち出してから、追い上げを開始した。先行する馬をすべて差し切り、後方に1馬身4分の1差をつけて先頭で入線、重賞初勝利を挙げた。ルメールは「クラシックを勝てる能力があると思います。（中略）すごく切れる末脚を持っているので、いい印象を受けました。バランスのいい馬ですね」もしくは「（前略）来年のクラシック、ダービーなどを勝てる力のある馬だと思います」と振り返っている。JRA賞選考では、全280票中1票を集め、JRA賞最優秀2歳牡馬の次点となった。

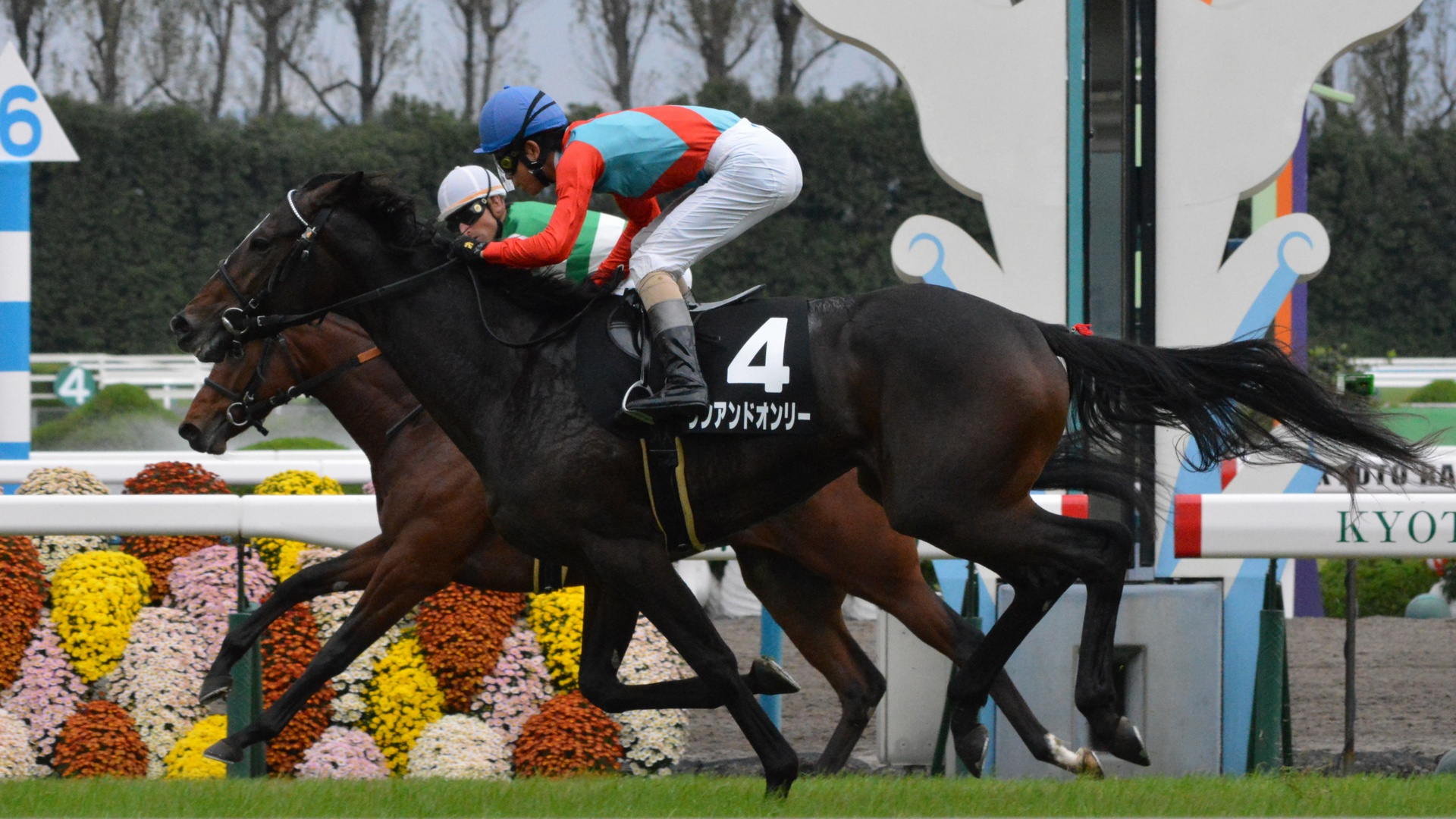
デビュー当初の騎手を務めた国分優作（萩S)
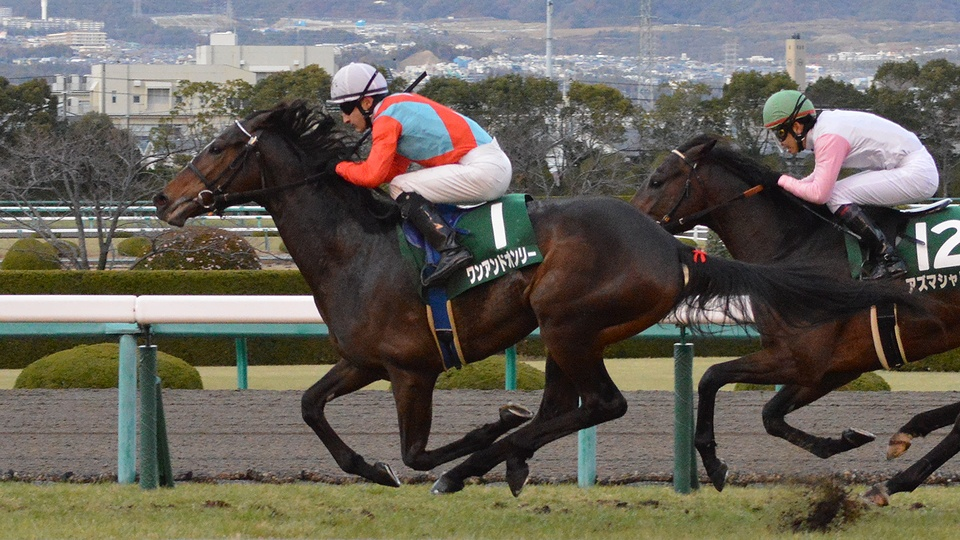
重賞初制覇となったラジオNIKKEI杯
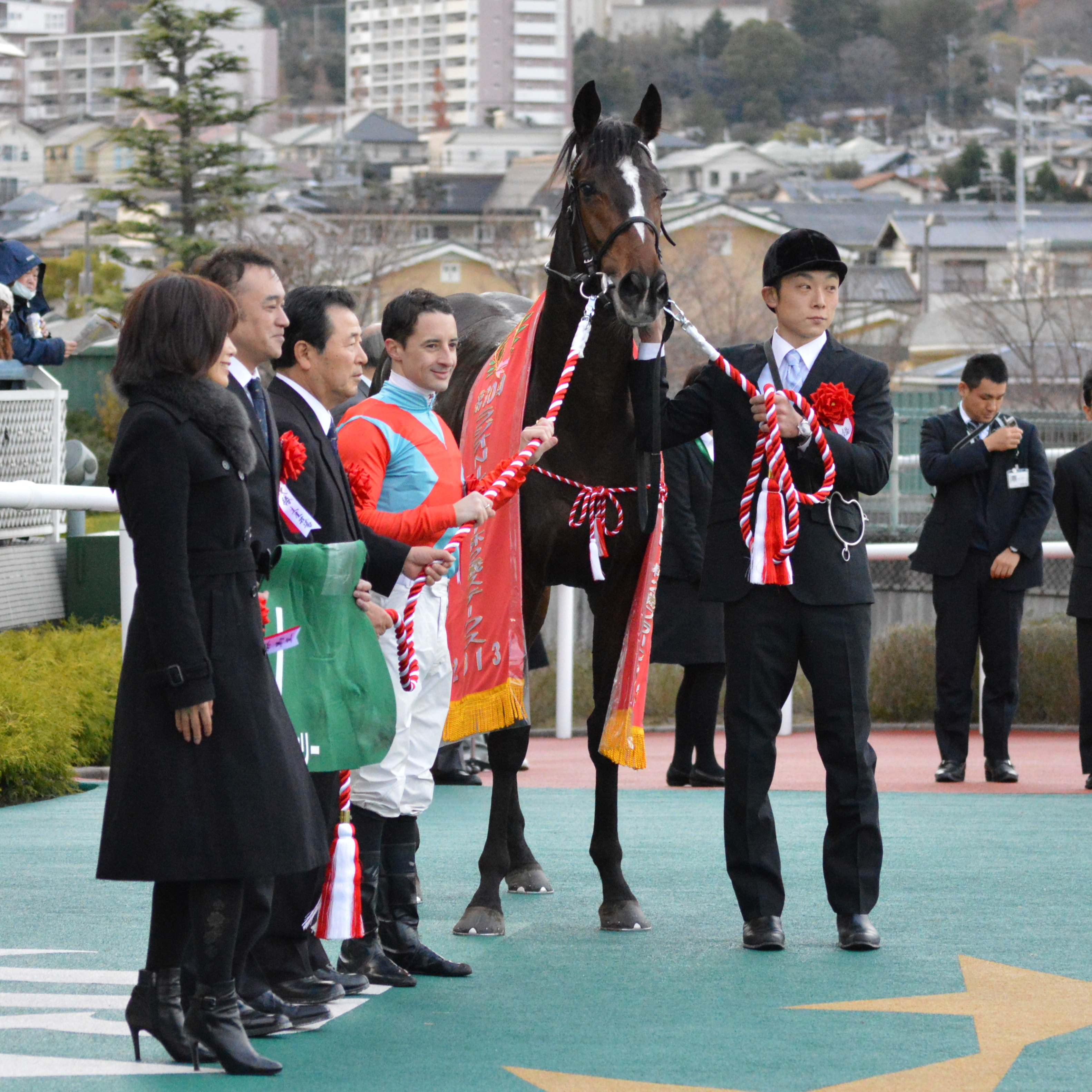
表彰式

#### 3歳（2014年）
ラジオNIKKEI杯2歳ステークス勝利後は、放牧に出ず厩舎に留まり、調整が続けられた。この年は、3月9日の弥生賞（GII）で始動する。橋口は、横山に対し「勝っても負けてもダービーまで続けて乗ってくれますか?」と騎乗を依頼した。横山はそれを受諾、初めは橋口がダービーに挑むことができる最後の年だと勘違いしていたという。当日は、3連勝中のトゥザワールドが1.6倍の1番人気に推され、京成杯3着のアデイインザライフ、京成杯2着のキングズオブザサンが続き、ワンアンドオンリーは9.8倍の4番人気であった。ワンアンドオンリーは、トゥザワールドとともに中団に位置。トゥザワールドが先に動いて抜け出す中、ワンアンドオンリーは直線で外に持ち出して追い上げた。ゴール手前で並びかけて、同時に入線した。写真判定により、トゥザワールドのハナ差先着が認められた。ワンアンドオンリーは勝馬から4cm差の2着ではあったが、皐月賞の優先出走権を獲得した。それから、4月20日の皐月賞（GI）に4番人気で出走。スタートから最後方で待機し、直線では大外から末脚を発揮。メンバー中最速の上がりを見せたが、先に抜け出したイスラボニータには迫ることができなかった。イスラボニータに1馬身半以上離された4着。横山は「「いい脚を長く使っている。ダービーに向けて収穫があった」と振り返っている。
続いて6月1日、東京優駿（日本ダービー・GI）に出走。当日は、徳仁皇太子親王が行啓し、2007年の東京優駿（優勝馬:ウオッカ）以来7年ぶりとなる台覧競馬となった。イスラボニータが2.7倍の1番人気、皐月賞2着のトゥザワールドが3.9倍の2番人気となり、ワンアンドオンリーは5.6倍の3番人気に推された。1枠2番からスタート、これまでの中団待機策ではなく先行し、5番手に位置した。やがて好位まで位置を上げ、直線では先に先団に取り付いたイスラボニータを残り400メートルから、追う形となった。イスラボニータに外から並びかけ、残り100メートルではこの2頭が抜け出した。2頭はしばらく並んで競り合っていたが、ワンアンドオンリーが制して、先頭で入線。イスラボニータに4分の3馬身差をつけた。
GI初勝利。81回の歴史で、デビュー戦が二桁着順だった馬が東京優駿を制したのは、史上初めてであった。また小倉競馬場デビュー馬が制したのは、2006年メイショウサムソン以来であった。またノースヒルズ系列は、前年のキズナに続く連覇。横山は、2009年ロジユニヴァース以来2度目の東京優駿勝利。橋口は、厩舎開業33年目、定年目前68歳で初めてダービートレーナーとなった（詳細は後述）。
大山ヒルズでの夏休みを経て、秋は9月28日の神戸新聞杯（GII）で始動、1.6倍の1番人気で出走する。スタートして後ろから4番手に位置。大外から進出し、直線で先に抜け出していたサトノアラジンをかわして先頭となった。後方外からサウンズオブアース、トーホウジャッカルが並びかけてきたが、先頭を守って入線。サウンズオブアースにアタマ差、トーホウジャッカルにアタマ+アタマ差をつけて勝利、連勝とした。続く菊花賞（GI）は、1番人気で出走するも9着敗退。ジャパンカップ（GI）、有馬記念（GI）で古馬と戦ったがいずれも敗れた。JRA賞選考では、全285票中109票を集めて、JRA賞最優秀3歳牡馬の次点となった。

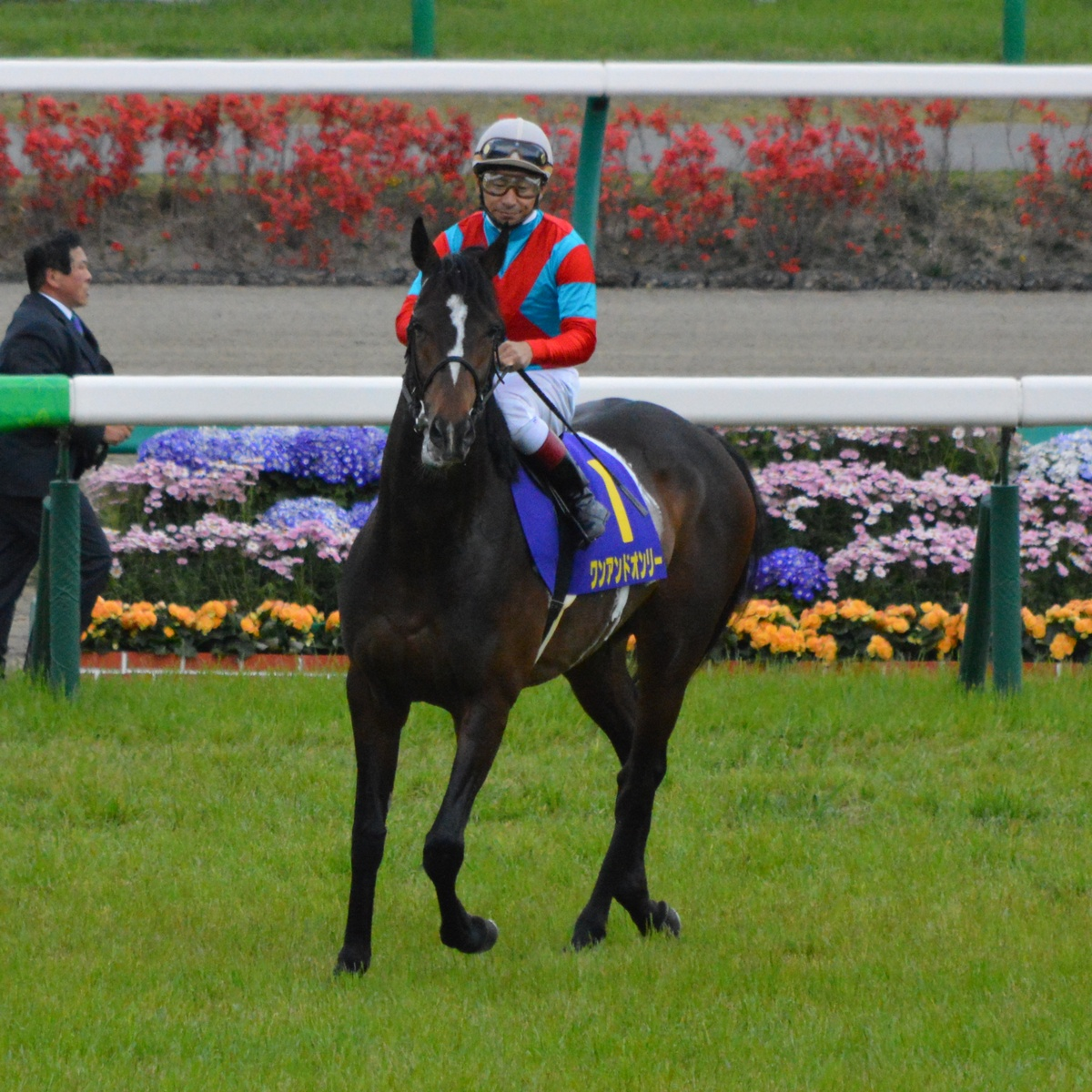
皐月賞
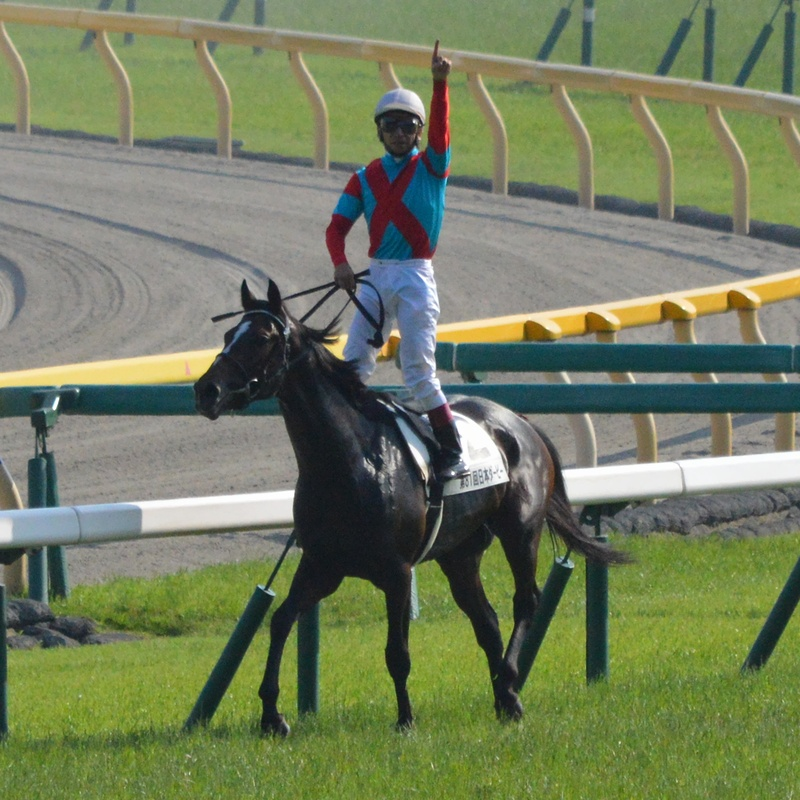
ウイニングランにて歓声に応える横山
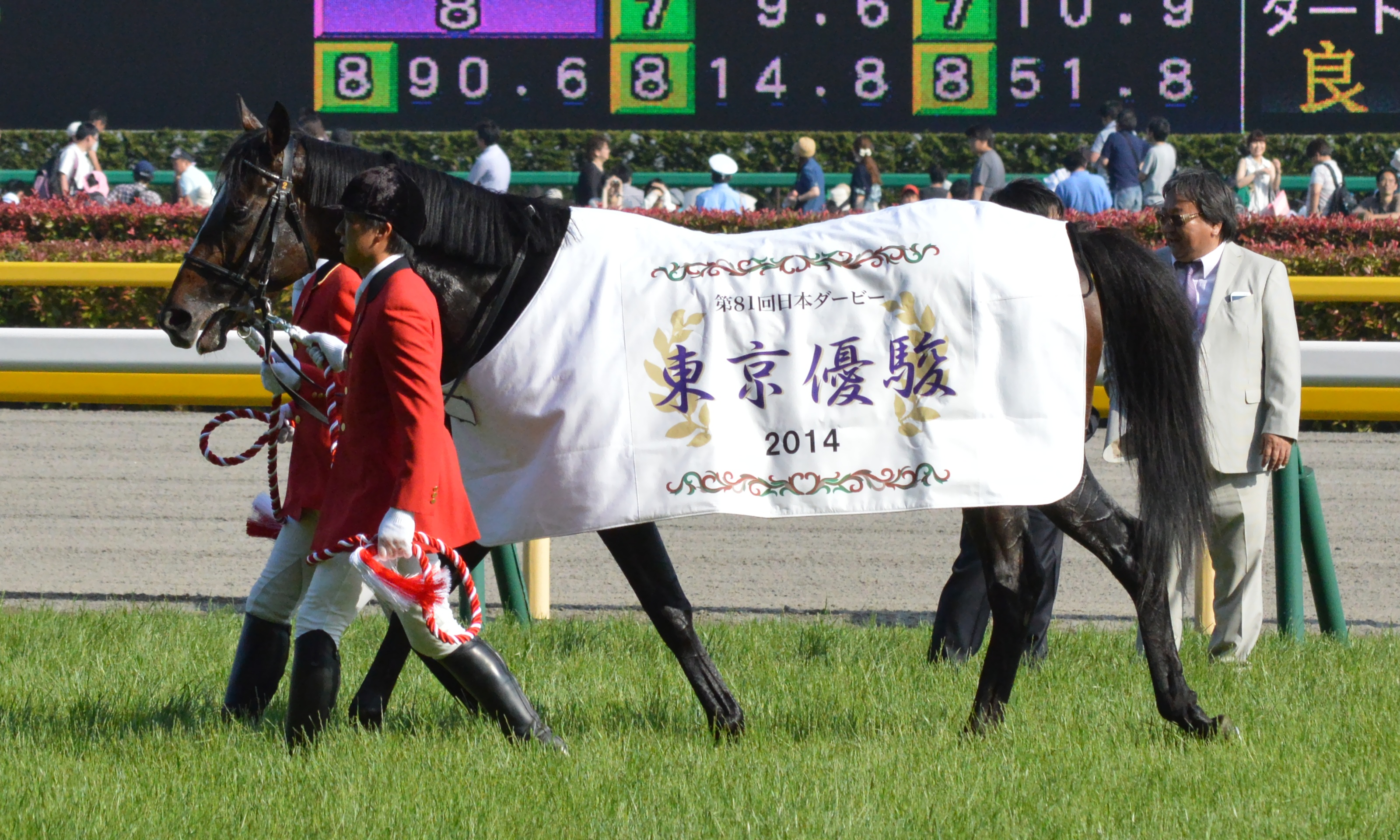
優勝馬服を纏うワンアンドオンリー
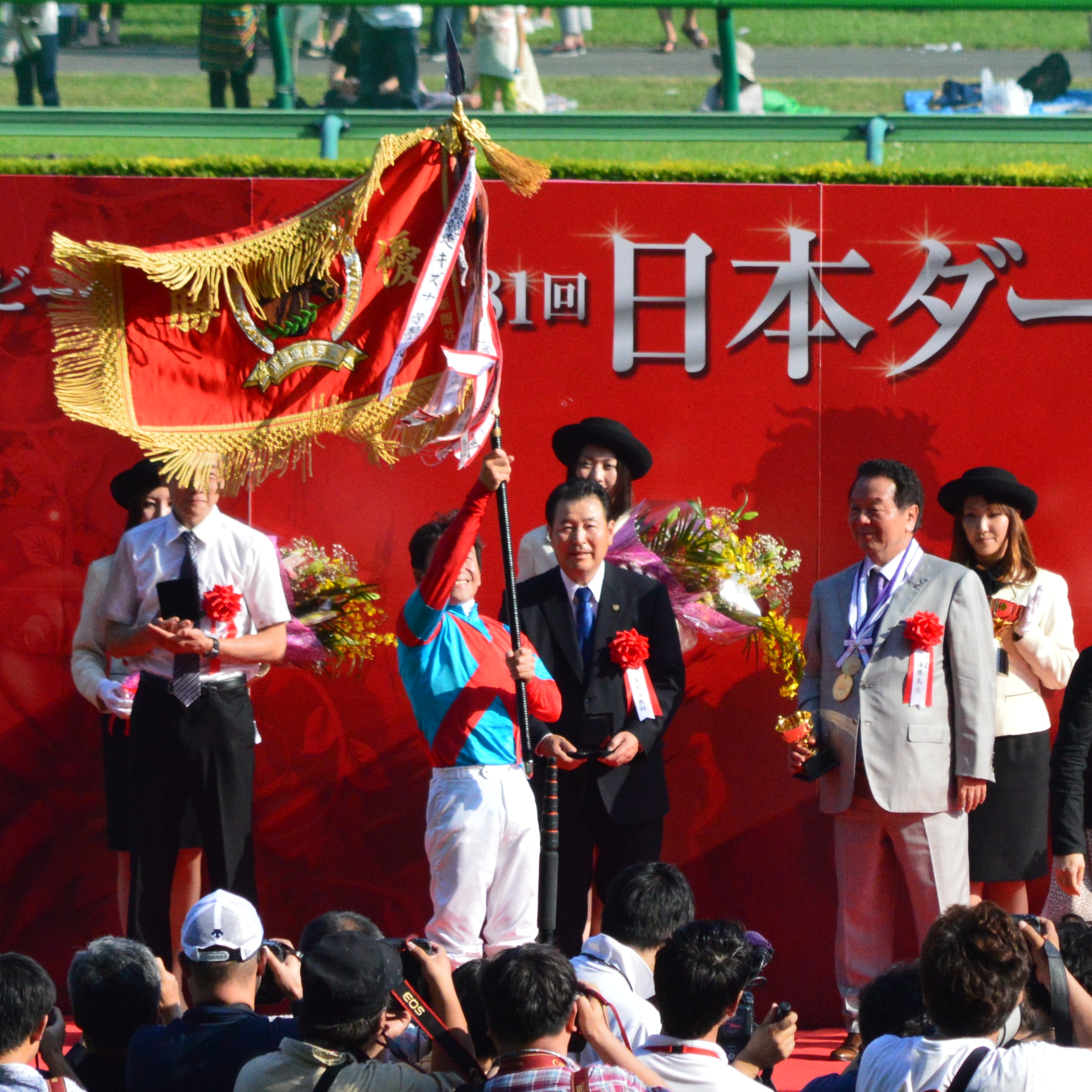
（左から）ダービー優勝旗を掲げる横山、橋口師、前田オーナー
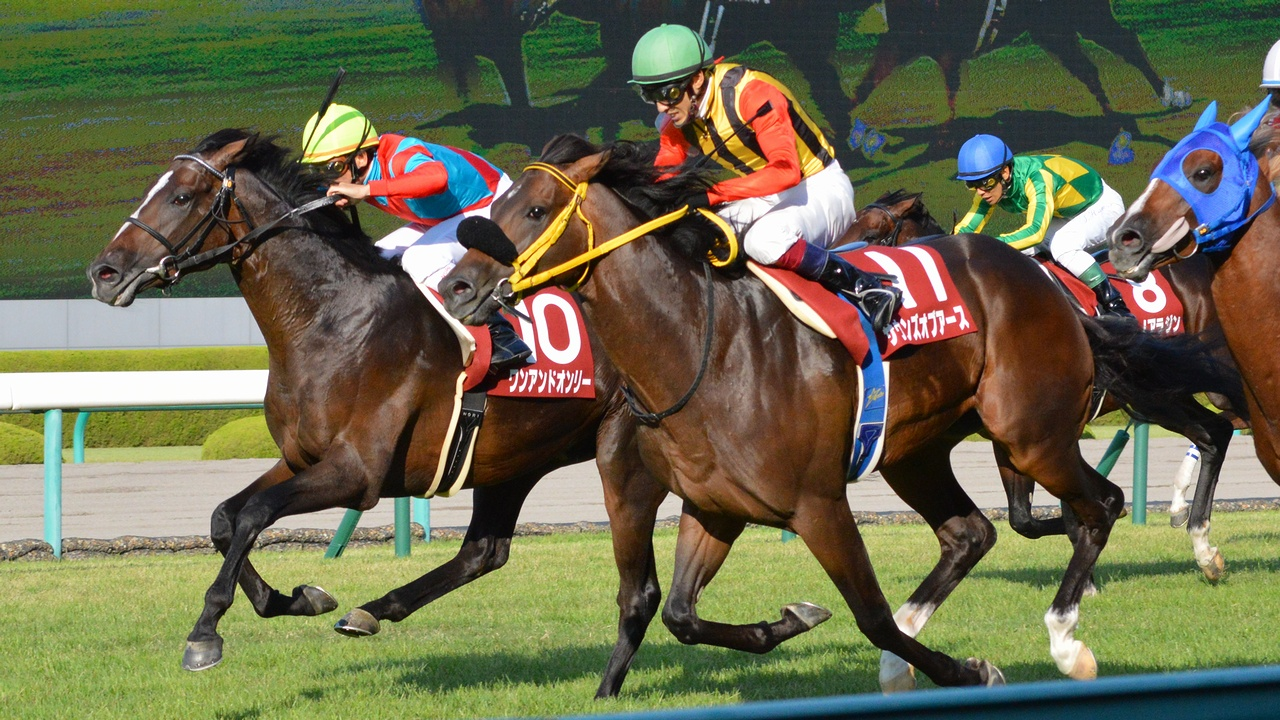
神戸新聞杯
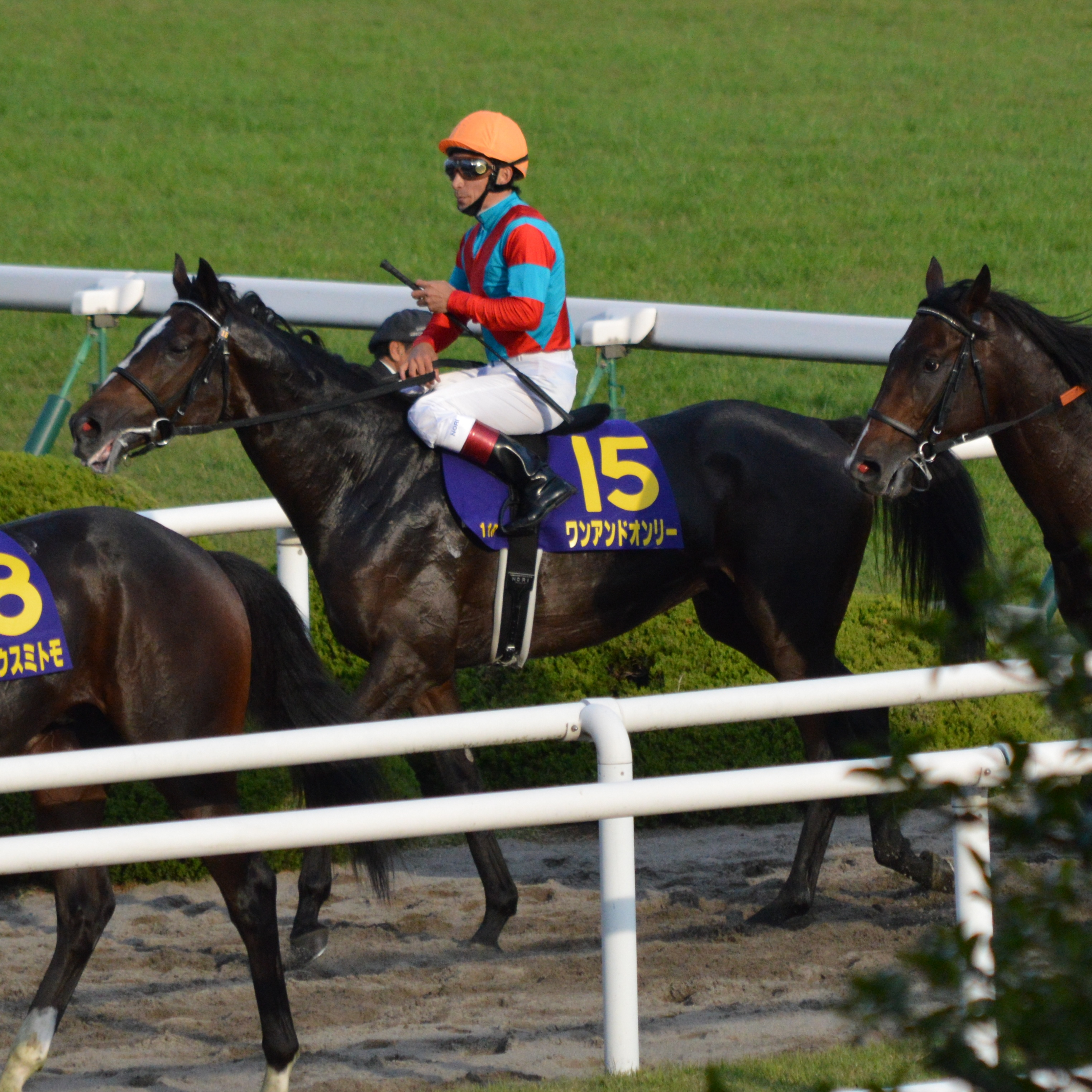
9着に敗れ引き上げるワンアンドオンリー

#### 4-6歳（2015-17年）
古馬となった後は、国内外で20戦したが勝利を挙げることはできなかった。ダービー以降、しばらく走る気を失っていたために敗れ続けていた。4歳、2015年夏には、イギリスG1のキングジョージ6世&クイーンエリザベスステークスへの参戦を予定もあった。しかし、同馬主のキズナが宝塚記念参戦を断念した事情から、宝塚記念（GI）に転進。宝塚記念の内容次第では、凱旋門賞へ出走する計画も存在したが11着に敗退、凱旋門賞を断念した。5歳、2016年春には、橋口弘次郎調教師が定年引退し、弘次郎の息子である橋口慎介厩舎へ転厩している。慎介厩舎では、調教をCウッドチップコースに変えたり、ブリンカーつけたり工夫を凝らしたが、やはり走る気は戻らず、敗れ続けた。
6歳、2017年のダービー当日に行われた目黒記念では、3歳末の有馬記念を最後に騎乗していなかった横山が、鞍上に舞い戻っている。この時横山が乗ったことで、甲斐によれば「活気が出て、顔つきも精悍」になっていたという。これ以降、引退まで横山が鞍上であり続けた。その夏から秋にかけては、横山の提案でマイルの中京記念、1800メートルの毎日王冠に臨み、久々に鋭い末脚を見せるも勝利には至らず。そして秋は、天皇賞（秋）に臨むが、悪条件で末脚が発揮できずブービー賞、続くジャパンカップもブービー賞で敗れ、これを最後に競走馬を引退する。弘次郎は調教師引退後にも「あの馬を、俺にダービーを勝たせるためだけに生まれてきた馬にしてはいけない」とよく口にしていたが、それは果たせなかった。12月1日付で、JRAの競走馬登録を抹消する。

### 種牡馬時代
競走馬引退後は、北海道新ひだか町のアロースタッドで種牡馬となる。初年度は20頭の繁殖牝馬を集めた。2021年に初年度産駒がデビューした。同7月18日、高知競馬場の2歳新馬にてフィールマイラヴが勝利し、産駒初勝利。同9月19日、中山競馬場の2歳未勝利でアトラクティーボが勝利し、産駒中央競馬初勝利を挙げた。
2023年に熊本県のストームファームへ移動した。
2025年6月に繋養先から近況を伝えるXアカウントが開設された。

## 競走成績
以下の内容は、netkeiba.comおよびJBISサーチの情報に基づく。
| 競走日     | 競馬場   | 競走名               | 格   | 距離（馬場）  | 頭 数 | 枠 番 | 馬 番 | オッズ （人気） | 着順 | タイム （上り3F） | 着差 | 騎手        | 斤量 [kg] | 1着馬（2着馬）         | 馬体重 [kg] |
| ---------- | -------- | -------------------- | ---- | ------------- | ----- | ----- | ----- | --------------- | ---- | ----------------- | ---- | ----------- | --------- | ---------------------- | ----------- |
| 2013.08.04 | 小倉     | 2歳新馬              |      | 芝1800m（良） | 16    | 7     | 13    | 051.5（10人）   | 12着 | R1:53.50（35.3）  | -1.0 | 0国分優作   | 54        | ハンターバローズ       | 470         |
| 0000.09.07 | 阪神     | 2歳未勝利            |      | 芝1600m（良） | 13    | 7     | 11    | 260.1（13人）   | 02着 | R1:34.70（34.5）  | -0.2 | 0国分優作   | 54        | プロクリス             | 474         |
| 0000.09.29 | 阪神     | 2歳未勝利            |      | 芝1600m（良） | 18    | 3     | 6     | 003.00（2人）   | 01着 | R1:36.50（33.4）  | -0.1 | 0国分優作   | 54        | （スピナッチ）         | 468         |
| 0000.10.26 | 京都     | 萩S                  | OP   | 芝1800m（稍） | 09    | 4     | 4     | 018.70（6人）   | 02着 | R1:48.40（35.2）  | -0.0 | 0国分優作   | 55        | デリッツァリモーネ     | 474         |
| 0000.11.16 | 東京     | 東スポ杯2歳S         | GIII | 芝1800m（良） | 15    | 4     | 7     | 031.50（8人）   | 06着 | R1:46.30（33.7）  | -0.4 | 0横山典弘   | 55        | イスラボニータ         | 466         |
| 0000.12.21 | 阪神     | ラジオNIKKEI杯2歳S   | GIII | 芝2000m（稍） | 16    | 1     | 1     | 013.70（7人）   | 01着 | R2:04.30（34.8）  | -0.2 | 0C.ルメール | 55        | （アズマシャトル）     | 474         |
| 2014.03.09 | 中山     | 弥生賞               | GII  | 芝2000m（良） | 13    | 7     | 11    | 009.80（4人）   | 02着 | R2:01.40（35.5）  | -0.0 | 0横山典弘   | 56        | トゥザワールド         | 484         |
| 0000.04.20 | 中山     | 皐月賞               | GI   | 芝2000m（良） | 18    | 1     | 1     | 006.70（4人）   | 04着 | R1:59.90（34.3）  | -0.3 | 0横山典弘   | 57        | イスラボニータ         | 478         |
| 0000.06.01 | 東京     | 東京優駿             | GI   | 芝2400m（良） | 17    | 1     | 2     | 005.60（3人）   | 01着 | R2:24.60（34.0）  | -0.1 | 0横山典弘   | 57        | （イスラボニータ）     | 482         |
| 0000.09.28 | 阪神     | 神戸新聞杯           | GII  | 芝2400m（良） | 16    | 5     | 10    | 001.60（1人）   | 01着 | R2:24.40（35.1）  | -0.0 | 0横山典弘   | 56        | （サウンズオブアース） | 478         |
| 0000.10.26 | 京都     | 菊花賞               | GI   | 芝3000m（良） | 18    | 7     | 15    | 002.40（1人）   | 09着 | R3:02.20（35.6）  | -1.2 | 0横山典弘   | 57        | トーホウジャッカル     | 486         |
| 0000.11.30 | 東京     | ジャパンC            | GI   | 芝2400m（良） | 18    | 5     | 10    | 014.30（8人）   | 07着 | R2:24.20（35.4）  | -1.1 | 0横山典弘   | 55        | エピファネイア         | 488         |
| 0000.12.28 | 中山     | 有馬記念             | GI   | 芝2500m（良） | 16    | 2     | 3     | 011.80（5人）   | 13着 | R2:36.00（34.4）  | -0.7 | 0横山典弘   | 55        | ジェンティルドンナ     | 492         |
| 2015.03.28 | メイダン | ドバイSC             | G1   | 芝2410m（良） | 09    | -     | 6     | -               | 03着 | R-0               | -    | 0C.デムーロ | 56.5      | Dolniya                |             |
| 0000.06.28 | 阪神     | 宝塚記念             | GI   | 芝2200m（良） | 16    | 4     | 7     | 010.60（4人）   | 11着 | R2:15.10（35.0）  | -0.7 | 0M.デムーロ | 58        | ラブリーデイ           | 482         |
| 0000.10.12 | 京都     | 京都大賞典           | GII  | 芝2400m（良） | 10    | 2     | 2     | 006.10（4人）   | 06着 | R2:24.30（32.9）  | -0.7 | 0C.ルメール | 57        | ラブリーデイ           | 494         |
| 0000.11.01 | 東京     | 天皇賞（秋）         | GI   | 芝2000m（良） | 18    | 6     | 11    | 035.6（11人）   | 16着 | 01:59.5（34.7）   | -1.1 | 0内田博幸   | 58        | ラブリーデイ           | 498         |
| 0000.11.29 | 東京     | ジャパンC            | GI   | 芝2400m（良） | 18    | 2     | 3     | 067.7（13人）   | 07着 | 02:25.0（34.6）   | -0.3 | 0内田博幸   | 57        | ショウナンパンドラ     | 498         |
| 0000.12.27 | 中山     | 有馬記念             | GI   | 芝2500m（良） | 16    | 4     | 8     | 030.4（10人）   | 09着 | 02:33.5（34.8）   | -0.5 | 0浜中俊     | 57        | ゴールドアクター       | 498         |
| 2016.02.14 | 京都     | 京都記念             | GII  | 芝2200m（重） | 15    | 6     | 10    | 008.80（5人）   | 06着 | 02:19.1（37.9）   | -1.4 | 0内田博幸   | 57        | サトノクラウン         | 502         |
| 0000.03.26 | メイダン | ドバイSC             | G1   | 芝2410m（稍） | 9     | -     | 5     | -               | 05着 | -                 | -    | 0武豊       | 57        | Postponed              |             |
| 0000.06.26 | 阪神     | 宝塚記念             | GI   | 芝2200m（稍） | 17    | 2     | 4     | 085.4（13人）   | 14着 | 02:14.8（38.6）   | -2.0 | 0田辺裕信   | 58        | マリアライト           | 492         |
| 0000.09.25 | 中山     | オールカマー         | GII  | 芝2200m（良） | 12    | 8     | 11    | 018.80（5人）   | 07着 | 02:12.3（34.4）   | -0.4 | 0内田博幸   | 57        | ゴールドアクター       | 500         |
| 0000.11.06 | 東京     | アルゼンチン共和国杯 | GII  | 芝2500m（良） | 15    | 2     | 3     | 016.50（7人）   | 08着 | 02:34.0（34.2）   | -0.6 | 0柴山雄一   | 58        | シュヴァルグラン       | 508         |
| 0000.11.27 | 東京     | ジャパンC            | GI   | 芝2400m（良） | 17    | 4     | 7     | 108.4（14人）   | 08着 | 02:26.6（35.3）   | -0.8 | 0田辺裕信   | 57        | キタサンブラック       | 496         |
| 2017.01.22 | 中山     | AJCC                 | GII  | 芝2200m（良） | 17    | 4     | 7     | 012.50（6人）   | 05着 | 02:12.5（36.0）   | -0.6 | 0田辺裕信   | 57        | タンタアレグリア       | 500         |
| 0000.03.19 | 阪神     | 阪神大賞典           | GII  | 芝3000m（良） | 10    | 7     | 7     | 019.60（3人）   | 07着 | 03:05.0（37.7）   | -2.4 | 0武豊       | 57        | サトノダイヤモンド     | 496         |
| 0000.04.30 | 京都     | 天皇賞（春）         | GI   | 芝3200m（良） | 17    | 7     | 14    | 113.9（11人）   | 11着 | 03:14.1（36.6）   | -1.6 | 0和田竜二   | 58        | キタサンブラック       | 496         |
| 0000.05.28 | 東京     | 目黒記念             | GII  | 芝2500m（良） | 18    | 7     | 15    | 018.50（7人）   | 10着 | 02:31.8（34.0）   | -0.9 | 0横山典弘   | 58        | フェイムゲーム         | 486         |
| 0000.07.23 | 中京     | 中京記念             | GIII | 芝1600m（良） | 16    | 4     | 7     | 011.50（7人）   | 10着 | 01:34.3（34.3）   | -1.1 | 0横山典弘   | 58        | ウインガニオン         | 496         |
| 0000.10.08 | 東京     | 毎日王冠             | GII  | 芝1800m（良） | 12    | 7     | 10    | 105.8（10人）   | 07着 | 01:46.0（33.0）   | -0.4 | 0横山典弘   | 57        | リアルスティール       | 492         |
| 0000.10.29 | 東京     | 天皇賞（秋）         | GI   | 芝2000m（不） | 18    | 8     | 17    | 135.5（16人）   | 17着 | 02:16.3（45.0）   | -8.0 | 0横山典弘   | 58        | キタサンブラック       | 494         |
| 0000.11.26 | 東京     | ジャパンC            | GI   | 芝2400m（良） | 17    | 8     | 15    | 280.8（15人）   | 16着 | 02:25.7（36.7）   | -2.0 | 0横山典弘   | 57        | シュヴァルグラン       | 490         |

## 種牡馬成績
以下の内容は、JBISサーチの情報に基づく。
| 種付年度 | 種付頭数 | 生産頭数 | 血統登録頭数 | 出走頭数 | 勝馬頭数 | 重賞勝馬頭数 | AEI  | CEI  |
| -------- | -------- | -------- | ------------ | -------- | -------- | ------------ | ---- | ---- |
| 2018     | 20       | 14       | 14           | 11       | 5        | 0            | 0.61 |      |
| 2019     | 11       | 10       | 10           | 9        | 5        | 0            | 0.48 |      |
| 2020     | 8        | 8        | 8            | 8        | 3        | 0            | 0.52 |      |
| 2021     | 12       | 10       | 10           | 7        | 1        | 0            | 0.32 |      |
| 2022     | 4        | 3        | 2            | 0        | －       | －           | －   |      |
| 2023     | 6        | 2        | 2            | 0        | －       | －           | －   |      |
| 2024     | 5        | 0        | 0            | 0        | －       | －           | －   |      |
| 合計     | 合計     | 合計     | 46           | 35       | 14       | 0            | 0.57 | 0.72 |

- 情報は、2025年5月9日時点。
- 出走頭数、勝馬頭数、重賞勝馬頭数、アーニングインデックス、コンパラブルインデックスは、平地競走に限る。

## エピソード

### 橋口弘次郎厩舎と日本ダービー
| 年   | 回 | 騎乗馬             | 人 気 | 着 順 | 出 典  |
| ---- | -- | ------------------ | ----- | ----- | ------ |
| 1990 | 57 | ツルマルミマタオー | 10    | 04着  | [ 76 ] |
| 1991 | 58 | ツルマルモチオー   | 19    | 17着  | [ 77 ] |
| 1995 | 62 | ダイタクテイオー   | 7     | 06着  | [ 78 ] |
| 1996 | 63 | ダンスインザダーク | 1     | 02着  | [ 79 ] |
| 1999 | 66 | ロサード           | 15    | 06着  | [ 80 ] |
| 2000 | 67 | ダイタクリーヴァ   | 2     | 12着  | [ 81 ] |
| 2001 | 68 | キタサンチャンネル | 15    | 16着  | [ 82 ] |
| 2002 | 69 | モノポライザー     | 7     | 14着  | [ 83 ] |
| 2003 | 70 | ザッツザプレンティ | 7     | 03着  | [ 84 ] |
| 2004 | 71 | ハーツクライ       | 5     | 02着  | [ 85 ] |
| 2005 | 72 | ローゼンクロイツ   | 4     | 08着  | [ 86 ] |
| 2005 | 72 | ペールギュント     | 12    | 15着  | [ 86 ] |
| 2006 | 73 | ロジック           | 11    | 05着  | [ 87 ] |
| 2008 | 75 | フローテーション   | 15    | 08着  | [ 88 ] |
| 2009 | 76 | リーチザクラウン   | 5     | 02着  | [ 89 ] |
| 2009 | 76 | アイアンルック     | 10    | 17着  | [ 89 ] |
| 2010 | 77 | ローズキングダム   | 5     | 02着  | [ 90 ] |
| 2011 | 78 | コティリオン       | 6     | 14着  | [ 91 ] |
| 2012 | 79 | クラレント         | 14    | 15着  | [ 78 ] |
| 2014 | 81 | ワンアンドオンリー | 3     | 01着  | [ 92 ] |

橋口弘次郎は、1980年に調教師免許を取得。1990年にツルマルミマタオーで東京優駿（日本ダービー）に初めて管理馬を送り出した。それから東京優駿に19頭、17回挑戦。2着は4回あるもののいずれも勝利できず、挑戦回数は、現役調教師で最多となっていた。2014年には68歳となり、定年まで東京優駿に挑戦する機会は残り2回。ワンアンドオンリーとともに20度目の東京優駿に挑戦していた。
20度目の参戦前には、民放テレビ局やNHKに取り上げられるなど、橋口に注目が集まり、東京競馬場には「先生の夢を叶えてや ワンアンドオンリー」という横断幕も登場した。一方のワンアンドオンリーは、皐月賞参戦時よりもスムーズに調整が進み、東京優駿は「最高の状態」（岡本光男）で参戦した。当日は「もっとも美しく手入れされた馬を担当する厩務員」として、ワンアンドオンリー担当の甲斐純也調教助手がベストターンドアウト賞を受賞している。甲斐純也の父甲斐正文は、1990年4着のツルマルミマタオーや2000年12着のダイタクリーヴァの担当厩務員であった。
特にワンアンドオンリーの父、ハーツクライは、橋口弘次郎調教師の管理馬として、2004年の東京優駿に出走、横山が騎乗し、キングカメハメハに1馬身半差の2着。後にディープインパクトを下して、有馬記念を制した。橋口は、その有馬記念など大一番で着用してきた青いネクタイを、ワンアンドオンリーの東京優駿でも着用し、本番に臨んでいた。心境は「きょうみたいな緊張は初めて」だったと振り返っている。
ワンアンドオンリーの勝利は「父の雪辱」（競馬ブック）とも称された。父の勝てなかった東京優駿をその仔が制したのは、1959年のコマツヒカリ（父:トサミドリ（1949年7着）、1979年のカツラノハイセイコ（父:ハイセイコー（1973年3着）、1983年のミスターシービー（父:トウショウボーイ（1976年2着）に続き4例目のことであった。ハーツクライの敗戦から10年後のワンアンドオンリーの勝利に、阿部珠樹は「『父』と『調教師』と『騎手』、三者の十年越しの"復讐劇"が完結した（後略）」と表している。
橋口は、調教師引退時のコメントにて「いちばん嬉しかったのはワンアンドオンリーのダービーで、いちばん悔しかったのはダンスインザダークのダービーです。最高の調教師人生でした。（後略）」と述べている。

### 2月23日
「2月23日」は、ワンアンドオンリー、その馬主である前田幸治の誕生日であった。さらに、迎えた大一番、ワンアンドオンリーが東京優駿（日本ダービー）に出走。当日は、横山典弘が騎乗、皇太子徳仁親王が台覧していた。横山、徳仁の誕生日もまた「2月23日」。3人と1頭の誕生日が揃いも揃った中、ワンアンドオンリーが優勝を果たしたこの現象は、「奇遇」（デイリースポーツ）とも称された。JRAの発表によれば、徳仁皇太子にその事実を伝えると「世の中にはそういうこともあるんですね」と驚いていたという。少なくとも、同じ誕生日の馬と馬主のコンビが、JRA-GIを勝利したのは、グレード制導入以降史上初めてのことだった。

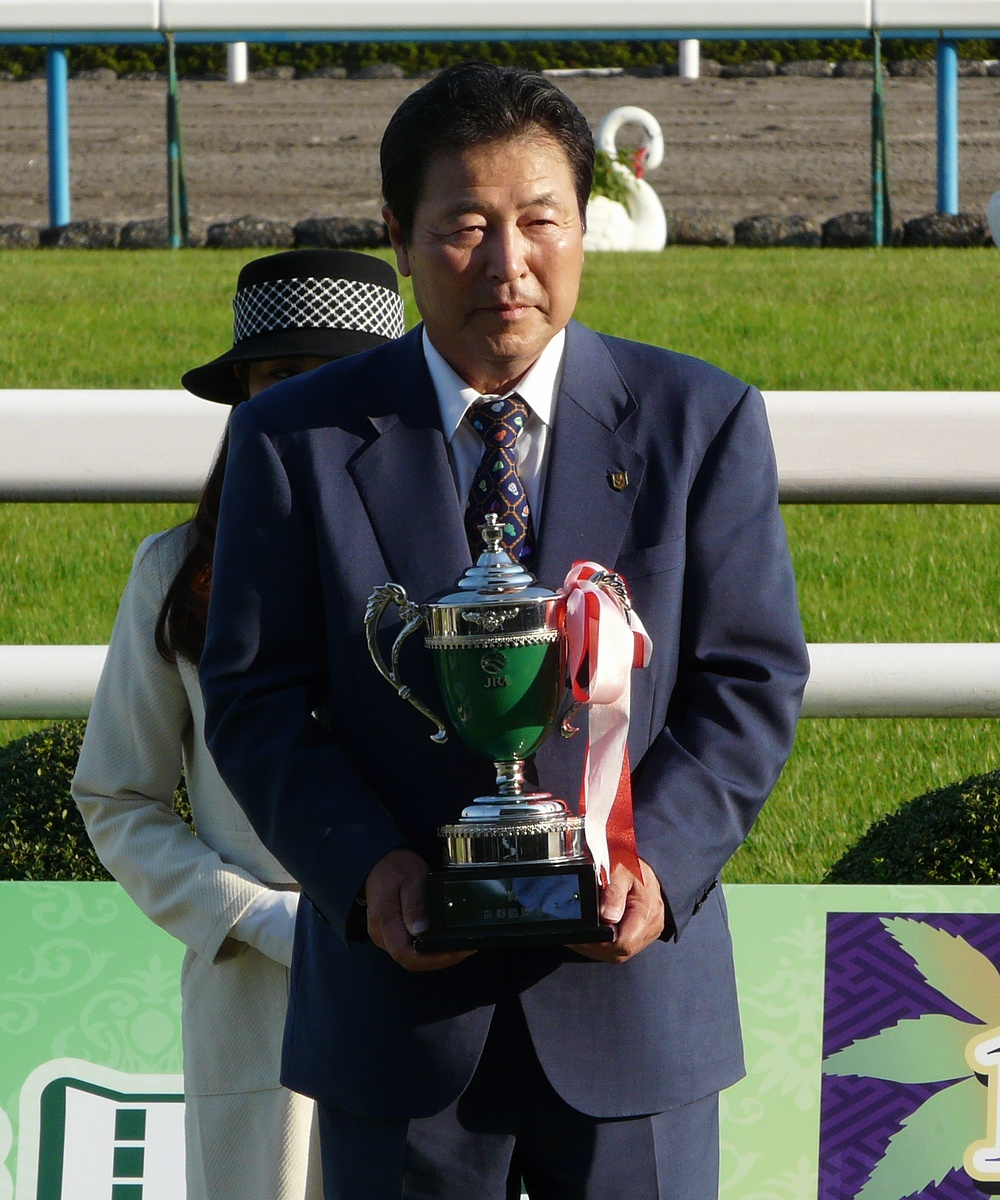
橋口弘次郎
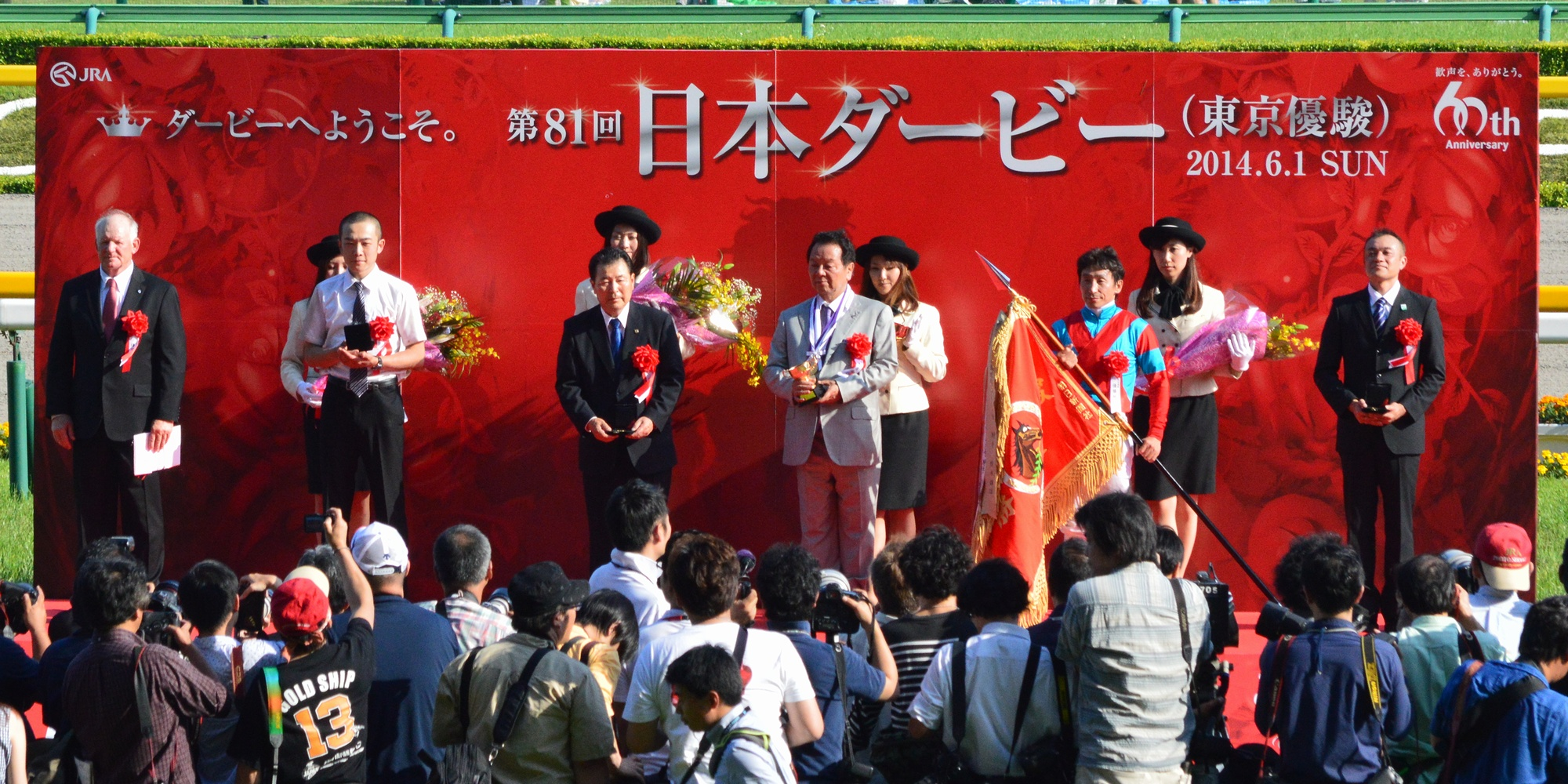
東京優駿表彰式

## 血統表
| ワンアンドオンリーの血統  | ワンアンドオンリーの血統                             | ワンアンドオンリーの血統                   | （血統表の出典）                           | （血統表の出典） |
| 父系                      | サンデーサイレンス系                                 | サンデーサイレンス系                       | サンデーサイレンス系                       | [ § 2 ]          |
| 父 ハーツクライ 2001 鹿毛 | 父の父*サンデーサイレンス Sunday Silence 1986 青鹿毛 | Halo                                       | Hail to Reason                             | Hail to Reason   |
| 父 ハーツクライ 2001 鹿毛 | 父の父*サンデーサイレンス Sunday Silence 1986 青鹿毛 | Halo                                       | Cosmah                                     |                  |
| 父 ハーツクライ 2001 鹿毛 | 父の父*サンデーサイレンス Sunday Silence 1986 青鹿毛 | Wishing Well                               | Understanding                              | Understanding    |
| 父 ハーツクライ 2001 鹿毛 | 父の父*サンデーサイレンス Sunday Silence 1986 青鹿毛 | Wishing Well                               | Mountain Flower                            |                  |
| 父 ハーツクライ 2001 鹿毛 | 父の母アイリッシュダンス 1990 鹿毛                   | *トニービン                                | *カンパラ                                  | *カンパラ        |
| 父 ハーツクライ 2001 鹿毛 | 父の母アイリッシュダンス 1990 鹿毛                   | *トニービン                                | Severn Bridge                              |                  |
| 父 ハーツクライ 2001 鹿毛 | 父の母アイリッシュダンス 1990 鹿毛                   | *ビューパーダンス                          | Lyphard                                    | Lyphard          |
| 父 ハーツクライ 2001 鹿毛 | 父の母アイリッシュダンス 1990 鹿毛                   | *ビューパーダンス                          | My Bupers                                  |                  |
| 母 ヴァーチュ 2002 鹿毛   | 母の父*タイキシャトル 1994 栗毛                      | Devil's Bag                                | Halo                                       | Halo             |
| 母 ヴァーチュ 2002 鹿毛   | 母の父*タイキシャトル 1994 栗毛                      | Devil's Bag                                | Ballade                                    |                  |
| 母 ヴァーチュ 2002 鹿毛   | 母の父*タイキシャトル 1994 栗毛                      | *ウェルシュマフィン                        | Caerleon                                   | Caerleon         |
| 母 ヴァーチュ 2002 鹿毛   | 母の父*タイキシャトル 1994 栗毛                      | *ウェルシュマフィン                        | Muffitys                                   |                  |
| 母 ヴァーチュ 2002 鹿毛   | 母の母サンタムール 1996 鹿毛                         | Danzig                                     | Northern Dancer                            | Northern Dancer  |
| 母 ヴァーチュ 2002 鹿毛   | 母の母サンタムール 1996 鹿毛                         | Danzig                                     | Pas de Nom                                 |                  |
| 母 ヴァーチュ 2002 鹿毛   | 母の母サンタムール 1996 鹿毛                         | *アンブロジン                              | Mr. Prospector                             | Mr. Prospector   |
| 母 ヴァーチュ 2002 鹿毛   | 母の母サンタムール 1996 鹿毛                         | *アンブロジン                              | *バラダ                                    |                  |
| 母系(F-No.)               | Courtly Dee系(FN:A4)                                 | Courtly Dee系(FN:A4)                       | Courtly Dee系(FN:A4)                       | [ § 3 ]          |
| 5代内の近親交配           | Halo 3×4=18.75%、Northern Dancer 5×4=9.38%           | Halo 3×4=18.75%、Northern Dancer 5×4=9.38% | Halo 3×4=18.75%、Northern Dancer 5×4=9.38% | [ § 4 ]          |
| 出典                      | 1. 2. 3. 4.                                          | 1. 2. 3. 4.                                | 1. 2. 3. 4.                                | 1. 2. 3. 4.      |